# Forgó (fejdísz)
A forgó olyan sasszárny vagy tollakat utánzó, ezüstlemezekből készült kalapdísz, melyet a fövegre tengelyszerű rudacskára karikák segítségével forgathatóan erősítettek. Leginkább a 17-18. századi magyar fövegdíszeken fordul elő.    
Egy-egy drágaköves és ritka madártollas forgó kisebb vagyonba került és nagy becsben állt a magyar nemesek körében. 
Viselésük körülményeiről báró Apor Péter szolgáltat értékes adatokat Metamorphosis Transylvaniae című művében. A forgóhoz hasonló csótárdísz gyakran fordult elő az ünnepi vagy különleges alkalmakra feldíszített lovak fején is.